# 矢灰蝶屬
矢灰蝶屬（學名：Cyclyrius）是灰蝶科眼灰蝶亞科中的一個屬。分佈於古北界歐洲及非洲熱帶區。

## 物種
- 毛里求斯矢灰蝶 （Cyclyrius mandersi）
- 矢灰蝶 （Cyclyrius webbianus）